# Sault-Brénaz
Sault-Brénaz es una comuna francesa situada en el departamento de Ain, de la región de Auvernia-Ródano-Alpes.

## Demografía
| 821 | 937 | 1 059 | 1 070 | 1 014 | 973 | 1 040 | 1 036 | 953 |
| Para los censos de 1962 a 1999 la población legal corresponde a la población sin duplicidades (Fuente: INSEE [Consultar]) |     |       |       |       |     |       |       |     |